# Alloclita recisella
Alloclita recisella is een vlinder uit de familie prachtmotten (Cosmopterigidae). De wetenschappelijke naam van de soort werd in 1859 gepubliceerd door Otto Staudinger.
De soort komt voor in Zuid-Europa, Noordoost Afrika en West-Azië.

## Synoniemen
- Borkhausenia albocinctella Chretien, 1915
- Alloclita orthoclina Meyrick, 1922
- Mompha gelechiformis Turati, 1930
- Tinea inconspicuella Turati, 1930